# Aquitu
Aquitu ou Aquitum (em sumério: EZEN Á.KI.TUM; romaniz.: akiti-šekinku, Á.KI.TI.ŠE.GUR₁₀.KU; lit.  "ceifa da cevada"[carece de fontes?]; em acádio: akitu ou rêš-šattim; lit.  "cabeça do ano") era um festival de primavera da antiga Mesopotâmia. O Aquitu da Babilónia teve um papel fundamental no desenvolvimento das teorias sobre religião, mitologia e rituais, porém o seu propósito continua a ser causa controvérsia entre historiadores de religião e assiriólogos.
O nome tem origem na designação suméria para cevada e originalmente aplicava-se a dois festivais, que celebravam o início de cada um meio-ano do calendário sumério, marcando a semeadura da cevada no outono e a sua ceifa na primavera. Na mitologia babilônica, o Aquitu passou a ser dedicado à vitória do deus Marduque sobre a deusa Tiamate.
Era um acontecimento em que participavam todas as classes sociais. Foi adotado pelo Império Neoassírio, a seguir à destruição da Babilónia. Em 683 a.C., o rei Senaqueribe mandou construir uma "Casa de Aquitu" fora das muralhas de Assur.

## Aquitu babilónico

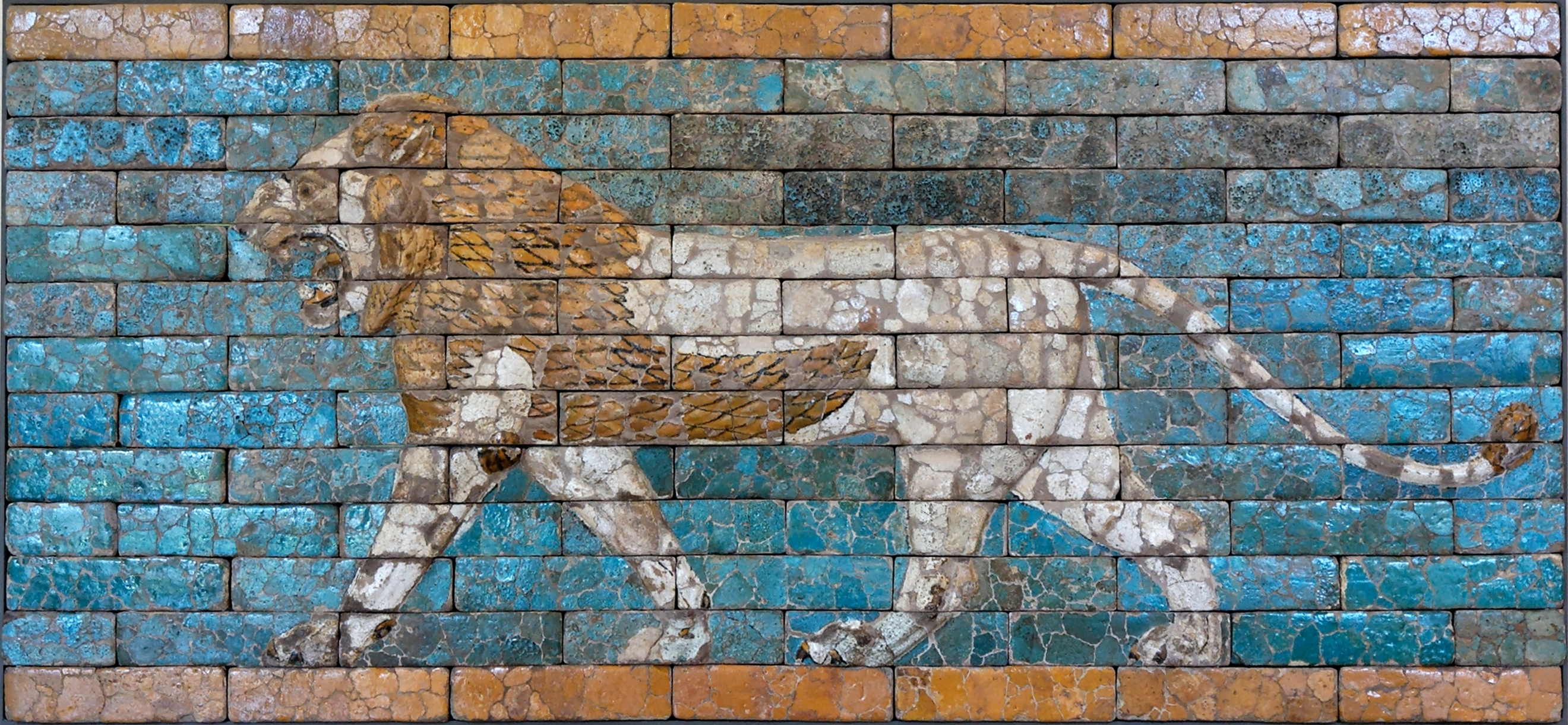
Leão que passa, painel de tijolos do Caminho da Procissão que vai do templo de Marduque a Porta de Istar e ao Templo de Aquitu.

O festival babilónico começava tradicionalmente no dia 21 de Adar ou 1 de Nisannu do calendário babilónico.

### Primeiro ao terceiro dia
O sacerdote de Esagila (lar de Marduque) recitava preces tristes com os outros sacerdotes e o povo respondia com orações igualmente tristes que expressavam o temor humano pelo desconhecido. Este medo do desconhecido explica igualmente porque que é todos os dias o alto sacerdote se dirigia a Esagila para pedir perdão a Marduque e implorar pela proteção e favorecimento da Babilónia, a sua cidade sagrada. Esta prece era chamada "O Segredo de Esagila".
"Senhor sem igual em tua ira,
Senhor, gracioso rei, senhor das terras,
Quem fez a salvação para os grandes deuses,
Senhor, que derruba os fortes com seu olhar,
Senhor dos reis, luz dos homens, que distribuem destinos,
Ó Senhor, Babilônia é o teu trono, Borsipa a tua coroa
Os largos céus são o teu corpo ...
Dentro dos teus braços tu tomaste o forte ...

Dentro do teu olhar concede-lhes graça, Faz com que vejam a luz para que proclamem o teu poder"
Senhor das terras, luz dos Iguigui, que pronunciam bênçãos;
Quem não proclamaria o teu, sim, o teu poder?
Não falaria da tua majestade, louvaria o teu domínio?
Senhor das terras, que vive em Eudul, que leva os caídos pela mão;
Tem piedade de tua cidade, Babilônia
Vira teu rosto para Esagila, teu templo
Dá liberdade aos que habitam em Babilônia, teus tutelados!”
No terceiro dia, artesãos especiais faziam dois bonecos de madeira, ouro e pedras preciosas que eram vestidos de vermelho. Estes bonecos eram guardados e eram usados no sexto dia.

### Quarto dia
Eram realizados os mesmos rituais dos três dias anteriores. Antes do nascer do sol, os sacerdotes observavam as estrelas sagradas "Acre". Durante o dia era recitado o “Enuma Elis”, um poema épico do mito da criação babilónico, provavelmente a história mais antiga acerca do nascimento dos deuses e da criação do universo e dos seres humanos, onde se conta como todos os deuses se uniram no deus Marduque a seguir à sua vitória sobre Tiamate. A recitação deste épico era considerada o início das preparações para a submissão do rei da Babilónia perante Marduque no quinto dia do Aquitu. Durante a noite era representado um drama igualmente em honra de Marduque.

### Quinto dia
Era neste dia que o rei da Babilónia se submetia ritualmente a Marduque. O monarca entrava na Esagila acompanhado pelos sacerdotes e juntos aproximavam-se do altar onde estava o alto sacerdote representando Marduque. Este começava por despojar o rei das suas joias, cetro e coroa, depois esbofeteava-o com força enquanto ele se ajoelhava diante do altar, ao mesmo tempo que rezava pedindo perdão a Marduque e submetendo-se a ele dizendo: «Eu não pequei, Oh Senhor do universo, e não neglicenciei o Teu poder celestial...» O alto sacerdote que representava o papel de Marduque dizia então: «Não temas o que Marduque tem para dizer, pois ele ouvirá as tuas preces, estenderá o teu poder e aumentará a grandeza do teu reino». A remoção de todas as possessões mundanas era um símbolo da submissão do rei a Marduque.
Depois disto, o rei levantava-se e o sacerdote devolvia-lhe as suas joias, cetro e coroa, voltando a esbofeteá-lo com força com o ntuito de fazer o rei chorar, porque isso expressava ainda mais submissão a Marduque e respeito pelo seu poder. A devolução da coroa ao rei significava que o seu poder era renovado por Marduque, pelo que abril era considerado não só o mês do renascimento da natureza mas também do Estado.
Estas cerimónias faziam com que as personalidades mais importantes e mais temidas do seu tempo se submetessem ao maior dos deuses e vivessem um momento de humildade com toda a população, partilhando orações para provar a sua fé no poder divino. Depois de ter estado no seu lar terrestre, a Babilónia, e de ter renovado o poder do rei, o deus Marduque voltava para o seu lar, o Etemenanqui (um zigurate com sete andares, conhecido na Torá como a "Torre da Babilónia") ou na Esagila.
Durante o quinto dia do Aquitu, Marduque entrava na sua casa e era surpreendido pelos deuses maléficos que o combatiam, acabando por ser preso por Tiamate, monstro do cais e deusa do oceano. Marduque seria depois resgatado pelo seu filho Nabu, sendo a sua glória restaurada. 
Era um dia muito agitado, antes da chegada dos deuses. Os bonecos feitos no terceiro dia eram queimados e era encenada uma batalha a fingir. A agitação simbolizava o caos constante em que a cidade ficaria sem Marduque. O deus Nabu, representado por estátuas, chegava em barcos especialmente construídos para a ocasião, acompanhado pelo seus assistentes de bravos deuses vindos de Nipur, Uruque, Quis e Eridu (cidades da antiga Babilónia). Nessa altura começava uma marcha, integrada por uma enorme multidão, que seguia o rei até à Esagila onde Marduque estava preso, cantando «aqui está ele [Nabu] que vem de longe para restaurar a glória do seu pai que está preso».

### Sétimo dia
No terceiro dia da prisão de Marduque, este era libertado pelo filho Nabu. Os deuses maléficos tinham fechado um portão enorme depois de  Marduque ter entrado na sua casa. Marduque lutava até à chegada de Nabu, que partia o grande portão, e seguia-se uma batalha entre os dois grupos, que terminava com a vitória de Nabu e a libertação de Marduque.

### Oitavo dia
Quando Marduque era libertado, as estátuas dos deuses eram reunidas na "Sala dos Destinos" (Ubshu-Ukkina), para se decidir o seu destino. A decisão era que todos se submetessem a Marduque. O rei implorava a todos os deuses que apoiassem e honrassem Marduque, uma tradição que indica que todos os deuses eram submissos a Marduque, que era único na sua posição.

### Nono dia
Neste dia realizava-se a procissão até à "Casa de Aquitu", onde era celebrada a vitória de Marduque sobre o dragão Tiamate (deusa das águas inferiores) no início da Criação. A "Casa de Aquitu", a que os assírios de Nínive chamavam "Bete Ecribi" ("Casa das Orações" em assírio antigo), situava-se fora das muralhas, a cerca de 200 metros destas, onde havia belas árvores cuidadosamente decoradas e regadas, por respeito ao deus que se considerava quem concedia a vida à natureza. A procissão da vitória era a forma da população expressar a sua alegria pela renovação do poder de Marduque e destruição das forças do mal que praticamente controlavam a vida no início.

### Décimo dia
Ao chegar ao "Bete Aquitu", o deus Marduque começava a festejar tanto com os deuses do mundo superior como com os do mundo inferior — as estátuas dos deuses eram dispostas em volta de uma mesa enorme com se estivessem num banquete. Marduque regressava à cidade à noite, para celebrar o seu casamento com a deusa Istar, onde o céu e a terra se uniam; e como os deuses estavam unidos, então a terra também se unia ao céu. O rei personificava esta união encenando o seu casamento com a mais alta sacerdotisa da Esagila, onde ambos se sentavam no trono em frente ao povo e recitavam poemas especialmente escritos para a ocasião. Esse amor iria trazer vida na primavera.

### Décimo-primeiro dia
Os deuses, acompanhados pelo seu senhor Marduque, voltam a encontrar-se novamente na Sala dos Destinos "Upxu Uquina", onde se tinham reunido pela primeira vez no oitavo dia. Desta vez irão decidir a sorte do povo de Marduque. Na antiga tradição assíria, a Criação em geral era considerada como que um pacto entre a terra e o céu enquanto os humanos servissem os deuses até morrerem. A felicidade dos deuses só era completa se os humanos fossem também felizes, pelo que o destino dos homens era receberem felicidade na condição de servirem os deuses. Assim, Marduque renovava o seu pacto com a Babilónia, prometendo à cidade outro ciclo de estações. Depois do destino da espécie humana ser decidida, Marduque voltava para os céus.

### Décimo-segundo dia
Último dia do Aquitu. Os deuses voltam para o templo de Marduque (as estátuas são devolvidas ao templo) e a vida quotidiana retoma o seu curso na Babilónia, Nínive e nas outras cidades assírias. O povo começa a lavrar e a preparar-se para um novo ciclo de estações.

## Mitologia comparada
O mito de Marduque representado no festival está registado no chamado Juízo de Marduque (KAR 143). Neste mito, Marduque aparece como uma divindade de vida, morte e renascimento, refletindo a origem agtária do festival, baseado no ciclo de semeaduras e colheitas. Ele está preso no mundo inferior e ergue-se no terceiro dia. O paralelismo óbvio com a morte e ressureição de Cristo celebrada no cristianismo oriental foi notado muito cedo e foi analisado em detalhe por Heinrich Zimmern em 1918. Tikva Frymer-Kensky observa que Pallis rejeitou em 1926 parte dos paralelismos cristológicos apontados por Zimmern, mas frisava que a morte de Marduque, a lamentação por ele, a sua restauração subsequente e a alegria pela sua ressureição fazem parte dos modelos do Médio Oriente para o mito cristão. Frymer-Kensky vai mais longe, afirmando que a análise mais aprofundada feita por von Soden mostra que o texto é uma história de um deus da morte e ressureição, mas sim um texto manifestamente político relacionado com a inemizade entre a Assíria e a Babilónia. Tal não implica que não existisse o mito do deus que ressuscita. O tema de um deus jovem que morre, comum por todo o Médio Oriente, reflete-se igualmente nas lendas de Tamuz, que é referido na Bíblia, que fala em "mulheres chorando por Tamuz" até no templo do deus hebraico.

## Legado
O festival do Aquitu continuou a ser celebrado durante o período selêucida (312–63 a.C.) e foi até ao período romano. No início do século III d.C. ainda se realizava em Emessa, na Síria, em honra do deus Heliogábalo (ou Elagabalus, Elagabal ou El-Gabal). O imperador romano Heliogábalo (r. 218–222), que era de origem síria e na juventude foi sacerdote de Elagabal, introduziu o festival em Itália.
Os iranianos celebram o 21 de março como o Noruz ("Novo Dia"), dia de Ano Novo. Os assírios celebram um festival de primavera chamado Kha b-Nissan, no dia 1 de abril, primeiro dia do calendário assírio. O nome acádio Aquitu foi reintroduzido no assirianismo, no dia 1 de Nissan do calendário assírio introduzido na década de 1950, correspondente ao 1 de abril do calendário gregoriano.
O festival de Seharane, celebrado por judeus da regiões curdas do norte do Iraque, oeste do Irão e do sudeste da Turquia desde há 2 000 anos, é um descendente direto do Aquitu. Foi criado por assuritas quase converteram ao judaísmo, provavelmente durante a vigência do reino de Adiabena.